# Lucas Sithole
Lucas Sithole (n. 30 septembrie 1986, Johannesburg, Africa de Sud) este un sportiv ce a reprezentat Africa de Sud. A participat la competiții asociate Jocurilor Olimpice în care a câștigat o medalie de bronz.